# Ambasada Tunezji w Warszawie
Ambasada Tunezji w Warszawie (arab. السفارة التونسية في بولندا) – tunezyjska placówka dyplomatyczna znajdująca się w Warszawie przy ul. Myśliwieckiej 14.
Ambasador Tunezji w Warszawie akredytowany jest także w Republice Łotewskiej.
W latach 1980–1984 ambasadorem Tunezji w Polsce był Zajn al-Abidin ibn Ali, późniejszy prezydent Tunezji (1987–2011).

## Podział organizacyjny
- Tunezyjski Urząd ds. Turystyki (arab. الديوان الوطني التونسي للسياحة, fr. Office National du Tourisme Tunisien - ONTT), ul. Bagno 2 (1997-)

## Siedziba
Stosunki dyplomatyczne między Polską i Tunezją nawiązano w 1959. Pierwszą placówką dyplomatyczną Tunezji akredytowaną w Warszawie była ambasada z siedzibą w Moskwie. 
Ambasadę w Warszawie władze tunezyjskie otworzyły w 1964. Mieściła przy ul. Świętokrzyskiej 36 (1971-1976), następnie w willi z 1926 prof. Kazimierza Tołłoczki przy ul. Myśliwieckiej 14 (1978-), w budynku w którym wcześniej mieściło się Stałe Przedstawicielstwo Narodowego Frontu Wyzwolenia Wietnamu Południowego (1966-1976). Rezydencję ambasadora ulokowano w willi rodziny Rotsteinów z 1938 (proj. Lucjan Korngold) przy ul. Krynicznej 6 (60.-2015).